# Kirchgemeindehaus Liebestrasse

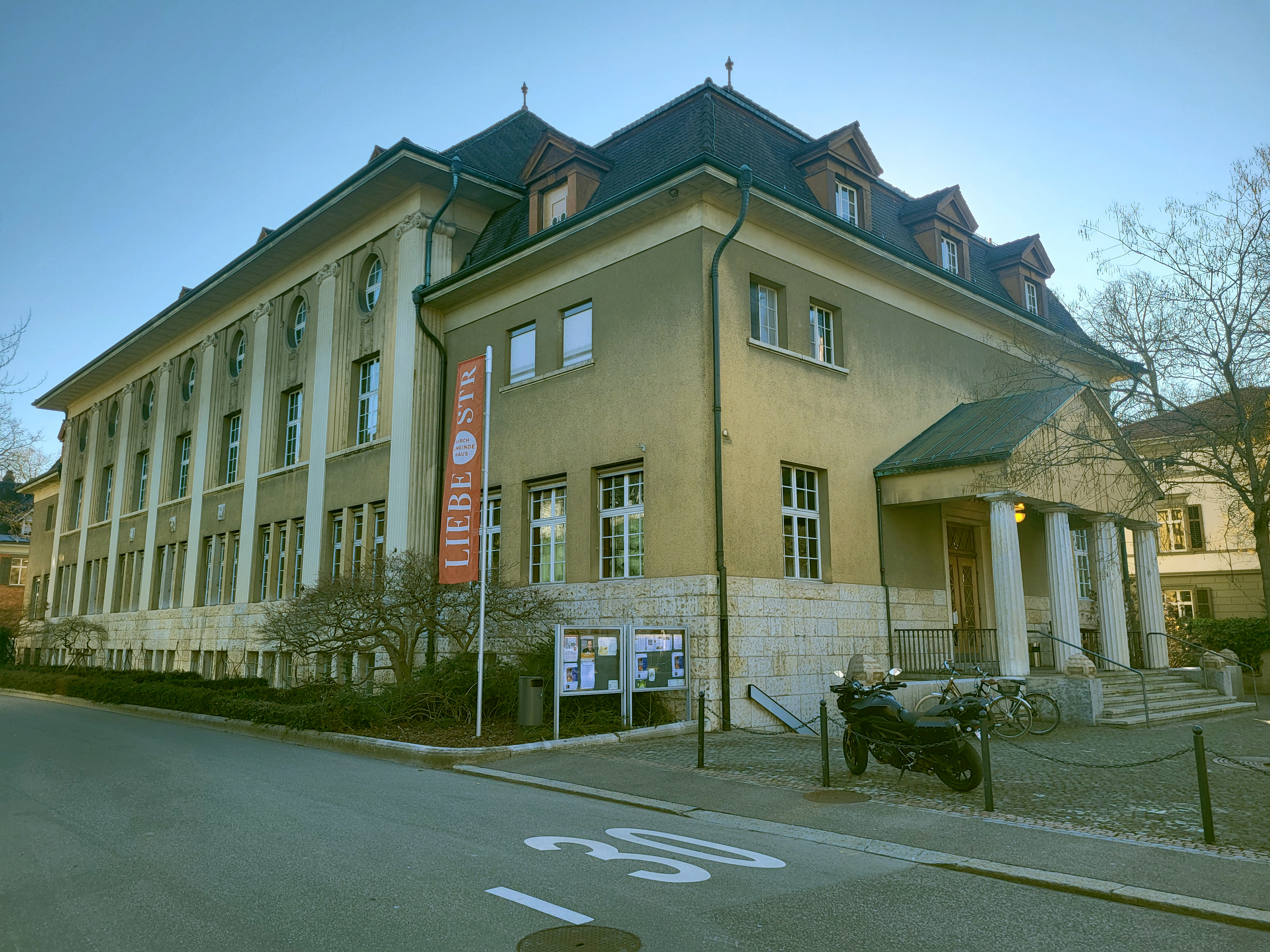
Das Kirchgemeindehaus Liebestrasse

Das Kirchgemeindehaus Liebestrasse (auch Kirchgemeindehaus Stadt) ist das Kirchgemeindehaus der evangelisch-reformierten Stadtkirche Winterthur im Schweizer Kanton Zürich. Es wurde zwischen 1911 und 1913 nach Plänen von Otto Bridler und Lebrecht Völki als eines der ersten Kirchgemeindehäuser der Schweiz erbaut. Im Schweizerischen Kulturgüterschutzinventar wird es als Objekt von regionaler Bedeutung geführt.

## Geschichte

### Projektierung
Im Zuge der Industrialisierung war die Bevölkerungszahl von Winterthur stark angestiegen; während die Stadt 1836 noch 4'612 Einwohner hatte, waren es 1850 bereits 13'651 und 1900 40'961. Dabei verfügte die evangelisch-reformierte Gemeinde, der etwa die Hälfte der Bevölkerung angehörte, nur über eine Kirche. Um für die konstante Raumnot Abhilfe zu schaffen, kam 1895 erstmals der Gedanke an ein eigenes Gebäude für kirchliche Bedürfnisse auf. Er konnte aufgrund politischer Bedenken vorerst aber nicht realisiert werden.

1906 schrieb die Kirchenpflege einen Architekturwettbewerb aus. Das Konzept eines Kirchgemeindehauses war um die Jahrhundertwende noch gänzlich neu, und ein Gebäude – wie aus dem Projektbeschrieb hervorging – «ohne den spezifischen Charakter einer Kirche, [...] das allerdings in seiner äußeren Ausstattung, durch getragenen Baustil etc., seiner öffentlich-religiösen Bestimmung Ausdruck geben soll, aber weder Turm noch Glocken erhielte», galt bei vielen als Absurdität der Moderne. Das Bieler Tagblatt etwa äusserte im Januar 1906 sein Unverständnis über das Winterthurer Vorhaben:

«Türme pflegen einem Stadtbilde manches Auszeichnende, Charakterisierende zu geben, und man braucht kein Kirchengänger zu sein, um doch ein schönes Geläute als einen Vorzug eines Ortes schätzen zu können. Wen der Drang treibt, einem Gottesdienste beizuwohnen, der wird auch einer Ladung durch die Glocken einer solchen etwa durch die Dampfpfeife den Vorzug geben.»

Aus den 46 eingegangenen Entwürfen ging das Projekt von Otto Bridler und Lebrecht Völki als Sieger hervor, musste aber mehrmals überarbeitet werden. 1911 konnte die Vorlage dem Stadtrat (der Exekutive der politischen Gemeinde) und der Kirchgemeindeversammlung unterbreitet werden. Am 29. Oktober nahm letztere den Antrag bei nur einer Gegenstimme an, und die Bauarbeiten konnten noch im selben Jahr beginnen.

### Nutzung
Am Sonntag, 30. November 1913, wurde das Gebäude mit einer zweistündigen Feier eingeweiht. Der Präsident der Kirchenpflege betonte in seiner Begrüssungsansprache, das neue Kirchgemeindehaus solle «in weitherzigster Weise allen denjenigen Veranstaltungen geöffnet sein, die ohne den Formenzwang der Kirche mit an der sittlich-religiösen Entwicklung unseres Geschlechts und an der Vertiefung unseres Christentums arbeiten wollen». 
Ausserdem sprachen der Stadt- und Kirchgemeindepräsident Hans Sträuli, der Pfarrer Otto Herold und der Kirchenrat Gustav von Schulthess-Rechberg.
Von Anfang an wurde das Gebäude vielfältig genutzt. Mit der Eröffnung verlegte die «Hülfsgesellschaft Winterthur» die städtische Suppenküche von der Alten Kaserne in das Kirchgemeindehaus. Bis 1921 wurden täglich bis zu tausend Portionen Suppe an Bedürftige ausgegeben. Ab dem 8. Juli 1914 wurde eine Säuglingsfürsorgestelle betrieben. Nach Ausbruch des Ersten Weltkriegs richtete die Stadt im Untergeschoss ein Geschäft ein, in dem günstig Lebensmittel und Brennmaterialien gekauft werden konnten. Während des Zweiten Weltkriegs wurden die polnischen Studenten des Hochschullagers Winterthur im Untergeschoss des Kirchgemeindehauses dreimal täglich verpflegt.
Als die Drogenszene am Platzspitz in Zürich am 5. Februar 1992 aufgelöst wurde und die Süchtigen in ihre Heimatgemeinden zurückkehren mussten, richtete man im Untergeschoss des Kirchgemeindehauses eine provisorische Notschlafstelle ein, die am 1. Mai wieder geschlossen wurde.
Während der Sanierung des Theaters Winterthur in der Saison 2024/25 fand der Grossteil der Aufführungen im zu diesem Zwecke umgebauten Festsaal des Kirchgemeindehauses statt. Im Eingang wurde eine Theaterkasse eingerichtet, auch die Büros und alle Theatermitarbeitenden zogen in das Gebäude um. Gezeigt wurden unter anderem die Opern L’Orfeo von Claudio Monteverdi, Hoffmanns Erzählungen von Jacques Offenbach und Jakob Lenz von Wolfgang Rihm, die Schauspiele Maria Stuart von Friedrich Schiller, Nora von Henrik Ibsen, Kunst von Yasmina Reza und Mass für Mass von William Shakespeare und Ballettchoreografien von Angelin Preljocaj und Hofesh Shechter. Im «Theatersaal» fanden die Jazz-Matineen statt.

## Baubeschrieb
Das Kirchgemeindehaus liegt ein wenig ausserhalb, im Norden der Altstadt, gegenüber dem Kunst Museum Winterthur – Beim Stadthaus (ehemals Kunstmuseum Winterthur), an der Liebestrasse 3. Sein nördlicher Eingang geht auf die St.-Georgen-Strasse.
Das Gebäude besteht im Kern aus einer Eisenbetonkonstruktion. Die Fassaden sind im Stil des Historismus gestaltet und verbinden Elemente des Barock und des Klassizismus. Der Haupttrakt ist überhöht und besteht aus sieben gleichwertigen Fensterachsen. Darüber spannt sich ein Walmdach. Die beiden Eingangsflügel im Norden und Süden sind zurückgesetzt und mildern damit den Eindruck der Massivität.
Das Herzstück des Baus ist der von einer Kassettendecke getragene «Festsaal» im Obergeschoss. Er war ursprünglich vor allem für Gottesdienste konzipiert. Seiner guten Akustik wegen wurde er von Anbeginn an auch gerne für Konzerte genutzt (er wird deswegen auch «Konzertsaal» genannt). Mit seiner Empore bietet er bei Bestuhlung 450 Besuchern Platz. Der Raum wird von der Orgel auf einer Bühne an der Längsseite dominiert, um welche die Sitze üblicherweise im Halbrund gruppiert werden.
Im Untergeschoss liegt der «Theatersaal», der über eine erhöhte Bühne und einen eigenen Aussenzugang verfügt.

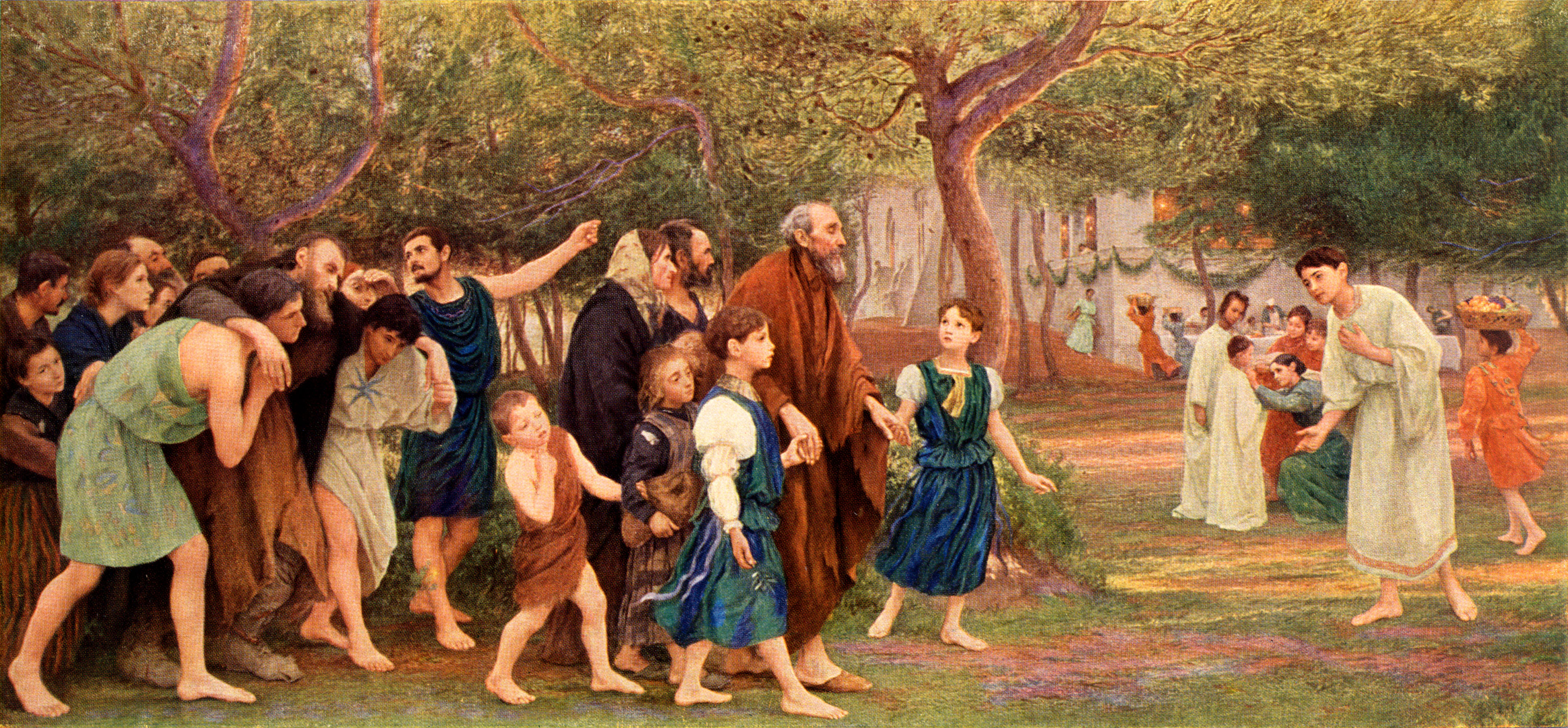
Eugène Burnand: Einladung zum Gastmahl

Im Erdgeschoss befinden sich zu beiden Seiten ein Foyer, ferner Seminarräume und Sitzungszimmer. Der zentrale, nach seinem grünen Kassettentäfer benannte «Grüne Saal» bietet ca. 200 Personen Platz und kann ebenfalls für kleinere Konzerte genutzt werden. An seiner Westwand hängt das monumentale Historiengemälde Einladung zum Gastmahl des Waadtländer Künstlers Eugène Burnand. Es zeigt eine Szene aus dem Gleichnis vom Hochzeitsfest, wie es im Lukas- und Matthäusevangelium überliefert ist (Lk 14,15-24 , Mt 22,1-14 ): Ein Mann (nach Matthäus ein König) veranstaltet ein grosses Festmahl (nach Matthäus für eine Hochzeit), alle Aufgebotenen aber schlagen die Einladung mit Ausreden aus, woraufhin der Gastgeber seinem Diener befiehlt: «Geh schnell hinaus auf die Straßen und Gassen der Stadt und hol die Armen und die Verkrüppelten, die Blinden und die Lahmen hierher!» (Lk 14,21 ) Nach Matthäus lässt er einen unwürdigen Gast, der ohne Hochzeitsgewand erschienen ist, fesseln und in die «äusserste Finsternis», wo «Heulen und Zähneknirschen» sein wird, werfen. (Mt 22,13 ) Auf der rechten Seite des Gemäldes werden die Gäste deswegen mit weissen Gewändern ausgestattet. Das Bild entstand wohl 1900, wurde 1901 erstmals an der 5. Nationalen Kunstausstellung der Schweiz in Vevey ausgestellt und dabei von der Neuen Zürcher Zeitung wohlwollend beurteilt:

«Von links her kommt der Zug der Armen und Notleidenden, die der Hausherr in Ermangelung anderer Gäste freundlich zum gerüsteten Mahle hereinbitten lässt. Burnand hat diesen Zug künstlerisch überaus sorgfältig zu gruppieren und lebendig zu machen verstanden; die Schar möglichst klar und dabei möglichst verschiedenartig in Haltung und Bewegung zu gliedern, das ist Burnand mit der ganzen Anstrengung des gewissenhaften, ernsten Künstlers gelungen; und etwas von dieser Anstrengung glaubt man noch da und dort durchzufühlen. Reizvoll ist […] die Lichtführung und rechts im Bilde hat der Maler in der Scene, wie die Angekommene[n] von weiblicher Hand mit reinen weissen Gewändern versehen werden, eine allerliebste Episode geschaffen.»

Der Kunstverein Winterthur erwarb das Gemälde 1905 für das geplante Kunstmuseum und übergab es 1917 dem Kirchgemeindehaus als Dauerleihgabe.

## Orgel
Die pneumatische Orgel mit Membranlade im Festsaal wurde 1913 von Orgelbau Kuhn aus Männedorf gebaut und ist die älteste unverändert erhaltene Orgel in Winterthur. 1976 und 2011 wurde sie restauriert. Ihr Pfeifenprospekt ist reine Dekoration, die echten Pfeifen sind nicht sichtbar. Die Orgel hat 32 klingende Register auf zwei Manualen und Pedal. Die Disposition lautet wie folgt:
| I Hauptwerk C–g3 |            |       |
| 01.              | Bourdon    | 16′   |
| 02.              | Principal  | 08′   |
| 03.              | Gambe      | 08′   |
| 04.              | Bourdon    | 08′   |
| 05.              | Spitzflöte | 08′   |
| 06.              | Dolce      | 08′   |
| 07.              | Octave     | 04′   |
| 08.              | Flöte      | 04′   |
| 09.              | Mixtur     | 2 ⁄3′ |
| 10.              | Octave     | 02′   |
| 11.              | Cornett    | 08′   |
| 12.              | Trompete   | 08′   |

| II Schwellwerk C–g3 |                   |     |
| 13.                 | Bourdon           | 16′ |
| 14.                 | Principal         | 08′ |
| 15.                 | Viola             | 08′ |
| 16.                 | Quintatön         | 08′ |
| 17.                 | Lieblich Gedackt  | 08′ |
| 18.                 | Salicional        | 08′ |
| 19.                 | Flûte d’orchestre | 08′ |
| 20.                 | Aeoline           | 08′ |
| 21.                 | Voix céleste      | 08′ |
| 22.                 | Geigenprincipal   | 04′ |
| 23.                 | Traversflöte      | 04′ |
| 24.                 | Cornettino III–IV |     |
| 25.                 | Oboe              | 08′ |
| 26.                 | Tremulant         |     |

| Pedal C–f1 |               |     |
| 27.        | Principalbass | 16′ |
| 28.        | Violonbass    | 16′ |
| 29.        | Subbass       | 16′ |
| 30.        | Harmonikabass | 16′ |
| 31.        | Octavbass     | 08′ |
| 32.        | Bombarde      | 16′ |